# القفزة الأولى الجنوبية
القفزة الأولى الجنوبية Xi Ursae Majoris اسمه التقليدي Alula Australis مشتق من الاسم العربي. وهو نظام نجمي في كوكبة الدب الأكبر. وكان أول نجم اكتشف بأنه نجم مزدوج بواسطة ويليام هيرشيل في سنة 1780. كما كان أول نجم مرئي ام حساب مداره بواسطة فليكس سافاري سنة 1828.
وينتمي كلا النوعين إلى الفئة الطيفية G وهما قزمان أبيضان من النسق الأساسي. ويملك النجم الأسطع القفزة الأولى الجنوبي A قدر ظاهري +4.41، بينما يملك القفزة الأولى الجنوبي B قدراً ظاهرياً +4.87، وتبلغ الفترة المدارية للنجمين 59.84 سنة.
كل نجم من هذين النجمين هما عبارة عن نظام نجمي مزدوج بذات نفسه، ويرمز لكل من الرفيق النجمي للثنائية برمز b ليصبح الرفيقان النجميان: القفزة الأولى الجنوبي Ab والقفزة الأولى الجنوبي Bb. وقد تم تحديد كتلة كل من الرفيقين b عن طريق حساب كتلة النظام الكلي ويطرح منها كتلة النجمين A,B قدر رجحت أنهم في الغالب قزمين أحمرين ومن الممكن أن يكون Bb أبرد وهو قزم بني.